# Melahverfi
Melahverfi é uma localidade na Islândia, com uma população de cerca de 107 habitantes em 2018.